# Giovanni IV di Werle
Giovanni IV di Werle, noto anche con lo pseudonimo di Janeke (XIV secolo – 1374), è stato un principe di Meclemburgo e signore di Werle-Goldberg. Fu l'ultimo signore del ramo Werle-Goldberg, poi questo venne accorpato nel ramo Werle-Waren.

## Biografia
Giovanni era il figlio maggiore di Nicola IV di Werle.
Alla morte del padre, nel 1354, era ancora un ragazzo, pertanto la madre lo mise sotto la tutela del duca Alberto II di Meclemburgo. Tuttavia dopo una disputa sorta tra Alberto II e la madre di Giovanni, questa lo ripudiò e scelse come tutore Nicola III di Werle. Alla morte di Nicola III, nel 1360, Giovanni fu liberato dalla tutela e governò da solo la signoria di Werle-Goldberg.
Nel 1366 Giovanni fece un accordo con Alberto II in base al quale egli avrebbe sposato Eufemia, la nipote di Alberto e figlia di Enrico III al compimento del suo 17-esimo anno, cioè nel 1379. Tuttavia Giovanni morì nel 1374 ed il matrimonio non venne pertanto celebrato.
La data della sua morte non è nota con certezza. Secondo fonti storiche morì fra il 13 marzo e il 14 dicembre 1374. Probabilmente fu sepolto nel monastero di Doberan.
Con la sua morte si estinse la linea Werle-Goldberg i cui possedimenti rientrarono sotto la linea Werle-Waren al momento retta da Bernardo II di Werle.

## Ascendenza
|                                         |                                  |                                      | Genitori                                    |  |  | Nonni |  |  | Bisnonni                    |  |  | Trisnonni                    |  |
|                                         |                                  |                                      |                                             |  |  |       |  |  | Nicola II, signore di Werle |  |  | Giovanni I, signore di Werle |  |
|                                         |                                  |                                      |                                             |  |  |       |  |  | Nicola II, signore di Werle |  |  | Giovanni I, signore di Werle |  |
|                                         |                                  | Sofia di Lindow-Ruppin               |                                             |  |  |       |  |  | Nicola II, signore di Werle |  |  |                              |  |
| Giovanni III, signore di Werle-Goldberg |                                  |                                      |                                             |  |  |       |  |  | Nicola II, signore di Werle |  |  |                              |  |
|                                         |                                  | Richeza di Danimarca                 | Eric V, re di Danimarca                     |  |  |       |  |  |                             |  |  |                              |  |
|                                         |                                  | Richeza di Danimarca                 | Eric V, re di Danimarca                     |  |  |       |  |  |                             |  |  |                              |  |
|                                         |                                  | Richeza di Danimarca                 | Agnese di Brandeburgo                       |  |  |       |  |  |                             |  |  |                              |  |
| Nicola IV, signore di Werle-Goldberg    |                                  | Richeza di Danimarca                 |                                             |  |  |       |  |  |                             |  |  |                              |  |
|                                         |                                  | Ottone I, duca di Pomerania-Stettino | Barnim I, duca di Pomerania-Stettino        |  |  |       |  |  |                             |  |  |                              |  |
|                                         |                                  | Ottone I, duca di Pomerania-Stettino | Barnim I, duca di Pomerania-Stettino        |  |  |       |  |  |                             |  |  |                              |  |
|                                         |                                  | Ottone I, duca di Pomerania-Stettino | Matilde di Brandeburgo                      |  |  |       |  |  |                             |  |  |                              |  |
| Matilde di Pomerania-Stettino           |                                  | Ottone I, duca di Pomerania-Stettino |                                             |  |  |       |  |  |                             |  |  |                              |  |
|                                         |                                  | Caterina di Holstein-Plön            | Gerardo II, conte di Holstein-Plön          |  |  |       |  |  |                             |  |  |                              |  |
|                                         |                                  | Caterina di Holstein-Plön            | Gerardo II, conte di Holstein-Plön          |  |  |       |  |  |                             |  |  |                              |  |
|                                         |                                  | Caterina di Holstein-Plön            | Ingeborg di Svezia                          |  |  |       |  |  |                             |  |  |                              |  |
| Giovanni IV, signore di Werle-Goldberg  |                                  | Caterina di Holstein-Plön            |                                             |  |  |       |  |  |                             |  |  |                              |  |
|                                         | Ulrico I, conte di Lindow-Ruppin | Guntero I, conte di Lindow-Ruppin    |                                             |  |  |       |  |  |                             |  |  |                              |  |
|                                         | Ulrico I, conte di Lindow-Ruppin | Guntero I, conte di Lindow-Ruppin    |                                             |  |  |       |  |  |                             |  |  |                              |  |
|                                         | Ulrico I, conte di Lindow-Ruppin | Eufemia di Rügen                     |                                             |  |  |       |  |  |                             |  |  |                              |  |
| Ulrico II, conte di Lindow-Ruppin       | Ulrico I, conte di Lindow-Ruppin |                                      |                                             |  |  |       |  |  |                             |  |  |                              |  |
|                                         |                                  | Adelaide di Schladen                 | Mainardo, conte di Schladen                 |  |  |       |  |  |                             |  |  |                              |  |
|                                         |                                  | Adelaide di Schladen                 | Mainardo, conte di Schladen                 |  |  |       |  |  |                             |  |  |                              |  |
|                                         |                                  | Adelaide di Schladen                 | Adelaide di Werberg                         |  |  |       |  |  |                             |  |  |                              |  |
| Agnese di Lindow-Ruppin                 |                                  | Adelaide di Schladen                 |                                             |  |  |       |  |  |                             |  |  |                              |  |
|                                         |                                  | Alberto I, principe di Anhalt-Zerbst | Sigfrido I, principe di Anhalt-Zerbst       |  |  |       |  |  |                             |  |  |                              |  |
|                                         |                                  | Alberto I, principe di Anhalt-Zerbst | Sigfrido I, principe di Anhalt-Zerbst       |  |  |       |  |  |                             |  |  |                              |  |
|                                         |                                  | Alberto I, principe di Anhalt-Zerbst | Caterina Birgersdotter di Bjelbo            |  |  |       |  |  |                             |  |  |                              |  |
| Agnese di Anhalt-Zerbst                 |                                  | Alberto I, principe di Anhalt-Zerbst |                                             |  |  |       |  |  |                             |  |  |                              |  |
|                                         |                                  | Agnese di Brandeburgo-Stendal        | Corrado I, margravio di Brandeburgo-Stendal |  |  |       |  |  |                             |  |  |                              |  |
|                                         |                                  | Agnese di Brandeburgo-Stendal        | Corrado I, margravio di Brandeburgo-Stendal |  |  |       |  |  |                             |  |  |                              |  |
|                                         |                                  | Agnese di Brandeburgo-Stendal        | Costanza della Grande Polonia               |  |  |       |  |  |                             |  |  |                              |  |
|                                         |                                  | Agnese di Brandeburgo-Stendal        |                                             |  |  |       |  |  |                             |  |  |                              |  |